# Golden, Missouri
Golden är en ort i Barry County i delstaten Missouri, USA.